# Pietro Rava
Pietro Rava (* 21. Januar 1916 in Cassine; † 5. November 2006 in Turin) war ein italienischer Fußballspieler und -trainer.
Rava wurde am 12. März 2003 vom damaligen Staatspräsidenten Carlo Azeglio Ciampi für seine sportlichen Verdienste zum Commendatore Ordine al Merito della Repubblica Italiana ernannt. Er zählt bis heute als eine der Ikonen der Klubgeschichte von Juventus Turin.
Während seiner aktiven Karriere war er ein versierter Abwehrspieler. Später wurde er als Zambrotta der 1930er Jahre bezeichnet.
Vor seinem Tod litt Pietro Rava an der Alzheimerschen Krankheit, am 27. Oktober 2006 musste er nach einem Sturz in seiner Wohnung an einem Oberschenkelbruch operiert werden. Er starb am 5. November 2006 im Ospedale Martini in Turin und mit ihm der letzte noch lebende Weltmeister von 1938.

## Spielerkarriere

### Im Verein
Pietro Rava begann seine Spielerkarriere bei der US Alessandria. Im Jahr 1935 wechselte er zu Juventus Turin, für die er, bis auf eine Unterbrechung in der Saison 1946/47, als er für ein Jahr zurück zu Alessandria ging, bis 1950 spielte. Für Juve absolvierte er insgesamt 330 Spiele und schoss dabei 15 Tore und war einer der frühen Lieblingsspieler des damaligen Klubpräsidenten Giovanni Agnelli. Rava wechselte zur Saison 1950/51 zu Novara Calcio, wo er im Jahr 1951 seine aktive Karriere beendete.

### In der Nationalmannschaft
Pietro Rava feierte sein Debüt in der italienischen Nationalmannschaft am 3. August 1936 im Spiel gegen die USA bei den Olympischen Sommerspielen in Berlin. Er absolvierte bei diesem Turnier alle Spiele und gewann mit seiner Mannschaft durch einen 2:1-Sieg im Finale gegen Österreich die Goldmedaille.
In den Jahren vor dem Krieg war Rava ein Leistungsträger in der italienischen Nationalmannschaft und so wurde er im Jahr 1938 unter Trainer Vittorio Pozzo mit der Squadra Azzurra bei der WM in Frankreich Weltmeister. Am 1. Dezember 1946 absolvierte Pietro Rava gegen Österreich sein letztes von insgesamt 30 Länderspielen für Italien.
Pietro Rava ist zusammen mit Alfredo Foni, Sergio Bertoni und Ugo Locatelli einer von nur vier Italienern, die in ihrer Karriere sowohl Weltmeister als auch Olympiasieger wurden.

## Trainerkarriere
Nach seiner Spielerkarriere trainierte Pietro Rava unter anderem Sampdoria Genua, die US Palermo, Calcio Padova, und die  US Alessandria.

## Erfolge
- Weltmeister: 1938
- Olympiasieger: 1936
- Italienische Meisterschaft: 1949/50
- Coppa Italia: 1937/38, 1941/42